# Kilcoole
Kilcoole (irisch Cill Chomhghaill; dt.: „Kirche des Comhghall“) ist ein Dorf im County Wicklow im Osten der Republik Irland an der Irischen See. Die Einwohnerzahl Kilcoole wurde bei der Volkszählung 2022 mit 4569 Personen ermittelt, womit sich die Einwohnerzahl seit 1991 nahezu verdoppelt hat.

## Geschichte
Die alte Kilcoole Church (St. Comgall’s Church) wurde im 12. Jahrhundert erbaut und ist heute nur noch als Ruine erhalten. Der Friedhof geht auf den Beginn des 18. Jahrhunderts zurück. Nach Cromwells Invasion in Irland wurde der Ort in seiner Bedeutung marginalisiert. Erst ab 1760 gewann er als Wechselstation an der Strecke von Dublin nach Wexford wieder an Bedeutung. 
1855 wurde die Bahnstation am Strand von Kilcoole eröffnet. Ein Empfangsgebäude existiert nicht.
1862 sank vor Kilcoole die Eliza Murray und 1863 der Schoner Charlotte. 1873 verloren sechs Seeleute der Brigg John Scott ihr Leben, als sie auf einem Felsen auflief und sank.
1884 lief das Dampfschiff Captain Perry auf, konnte aber nach Dublin geschleppt werden. 
1914 wurden hier mit der Yacht The Chotah durch Thomas Myles 600 Mauser-Gewehre und Munition angelandet, um die Irish Volunteers zu unterstützen.

## Persönlichkeiten
- Fionnuala McCormack (* 1984), Leichtathletin (Hindernis- und Langstreckenlauf), ist Mitglied des örtlichen Sportvereins
- Elaine Cassidy (* 1979), Schauspielerin, in Kilcoole aufgewachsen